# اموس کش
اموس کش (روسی: Амос Каш؛ ۱۵ ژوئن ۱۸۶۸ – ۴ دسامبر ۱۹۴۸) ورزشکار اهل امپراتوری روسیه بود.
وی در مسابقات کشوری و بین‌المللی در مجموع برندهٔ ۱ مدال نقره شده‌است.